# Petrópolis
Petrópolis è un comune del Brasile nello Stato di Rio de Janeiro, parte della mesoregione Metropolitana di Rio de Janeiro e della microregione di Serrana.
Collocata tra le foreste della Serra dos Órgãos, nella valle dei fiumi Quitandinha e Piabanha, Petrópolis è una popolare destinazione di vacanza brasiliana. Oltre alla bellezza del circondario la principale attrazione è costituita dal palazzo estivo dell'ex famiglia imperiale brasiliana, che attualmente ospita il Museo imperiale del Brasile, specializzato nella storia imperiale.
Petrópolis contiene anche il Laboratório Nacional de Computação Científica (LNCC), unità di ricerca del Ministero della Scienza e Tecnologia del governo federale brasiliano.
La città è stata nominata "città di Pietro" in omaggio all'imperatore Pietro II del Brasile, il secondo monarca del Paese e figlio di Pietro I del Brasile. Era la residenza estiva dell'impero e degli aristocratici nel secolo XIX e la capitale ufficiale dello Stato di Rio de Janeiro tra 1894 e 1902.

## Geografia fisica
La città è situata a 68 km da Rio de Janeiro.
Il clima è una varietà d'altitudine del clima oceanico (classificazione dei climi di Köppen Cfb) con estati umide. La precipitazione è di circa 2 400 mm all'anno. La temperatura è amena, con media annuale di circa 19 °C. Nei mesi più caldi la temperatura media è di 23 °C e nei più freddi è di 15 °C. Secondo i dati dell'Istituto Nazionale di Meteorologia la temperatura più bassa registrata è stata di -0,7 °C, il 2 agosto del 1955, e la più alta di 36,6 °C, il 6 novembre del 2009.

## Storia
Tra 1722 e 1725 Bernardo Soares de Proença aprì una strada per collegare Rio de Janeiro allo Stato di Minas Gerais attraverso la Serra da Estrela. Nel 1830, mentre viaggiava per questa strada diretto a Minas Gerais, l'imperatore Pietro I notò durante il tragitto una zona dal clima particolarmente gradevole, in particolare quando era alla fattoria di Correia, un padre cattolico. Siccome la sorella ed erede di Correia rifiutava di vendere la proprietà l'imperatore comprò la fattoria vicina di Córrego Seco. Così ci fece costruire il suo palazzo estivo, lavori di cui non vide tuttavia mai il termine, dato che lasciò il governo il 7 luglio del 1831.
Nel 1843 suo figlio Pietro II del Brasile, riprendendo i piani del padre, intraprese la fondazione della città di Petrópolis e continuò la costruzione del suo palazzo estivo. Gli aristocratici della corte non tardarono a stabilirci le proprie residenze. Oggi il palazzo di Pietro è il Museo Imperiale, una delle principali attrazioni della "Città Alpina" di Petrópolis, così come la cattedrale di San Pietro d'Alcântara, il Palazzo di Cristallo e la Casa di Alberto Santos-Dumont. La "Città Imperiale" è diventata la destinazione di artisti, intellettuali e celebrità e, durante il secolo XX, una delle principali attrazioni turistiche del paese.
Nel 1845 alcuni agricoltori tedeschi della Renania furono incoraggiati a immigrare e a trasferirsi sulle terre dell'imperatore per dare ai dintorni del palazzo un ambiente urbano gradevole. La colonia di Petrópolis è stata fondata il 16 marzo del 1843 ed è diventata una città nel 1857. La strada che collega la città a Rio de Janeiro è stata inaugurata nel 1928. Il progetto urbano è stato realizzato dall'ingegnere Julius Friedrich Koeler. Durante una visita all'Esposizione Universale del 1876, a Filadelfia, Pietro II si impressionò per quella che fu presentata come la nuova invenzione di Alexander Graham Bell, il telefono, e fece installare un collegamento tra il suo palazzo estivo e la sua fattoria.
Dopo l'avvento della Repubblica e l'esilio della famiglia imperiale nel 1889 la città ha continuato ad avere un ruolo importante nella storia brasiliana. Era scelta di frequente come residenza estiva per i presidenti della repubblica, che alloggiavano nel Palazzo di Rio Negro. Nel 1903 questo palazzo ha visto la firma del Trattato di Petrópolis con la Bolivia, con il quale il Brasile ha annesso il territorio dell'Acre.
Petrópolis è stata l'ultima residenza di Stefan Zweig e della seconda moglie, Lotte, che ivi si suicidarono nel 1942. Dal 2006 Petrópolis ospita la Casa Stefan Zweig, un museo dedicato alla memoria dell'autore austriaco. L'aviatore Alberto Santos-Dumont possedeva una casa a Petrópolis, chiamata "A Encantada" ("L'Incantata"), casa diventata poi un museo. Petrópolis diede i natali al poeta, scrittore e politico Raul de Leoni.

## Economia

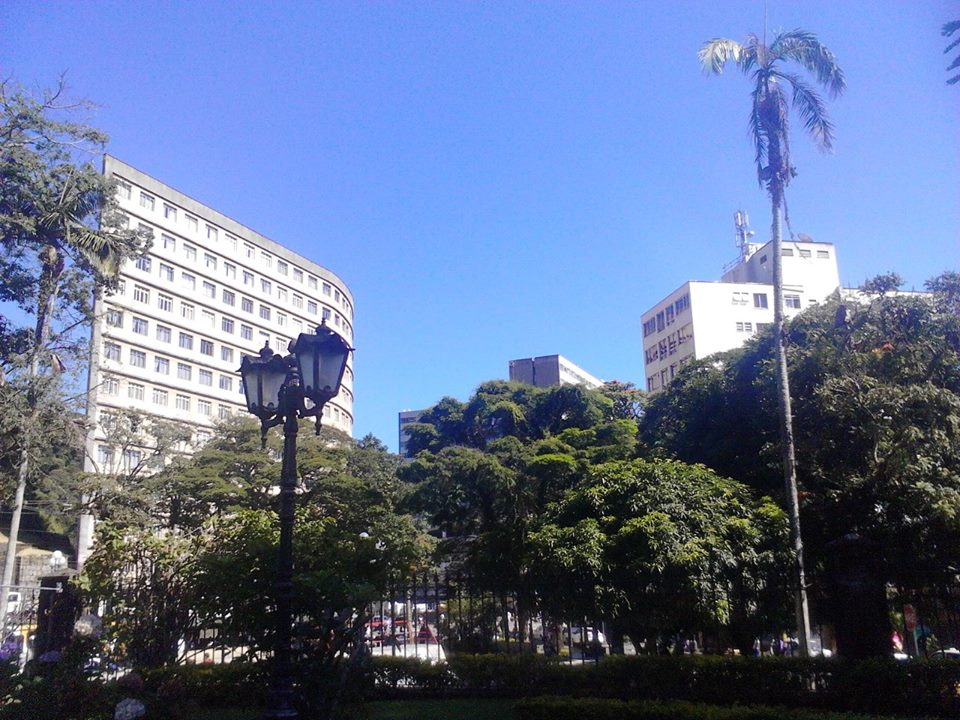

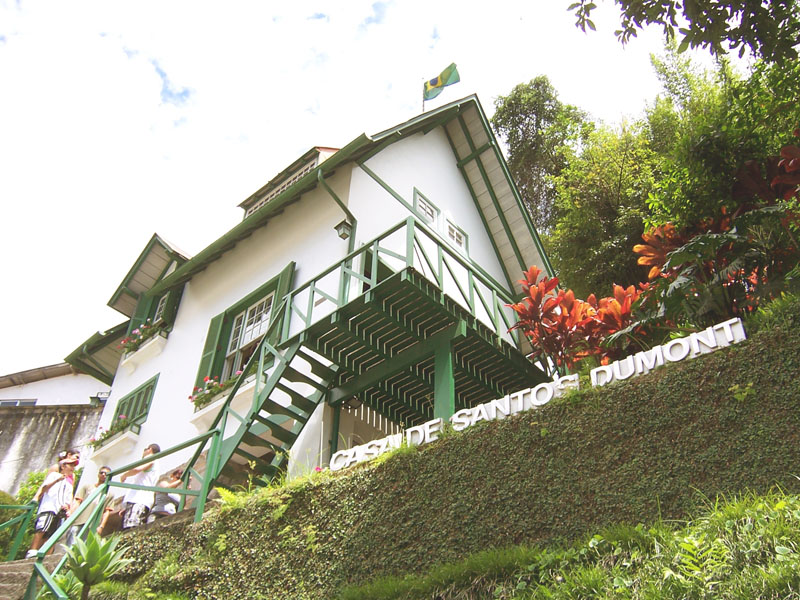
A Encantada, la casa di Santos Dumont

### Turismo
Le principali attrazioni turistiche della città sono:
- Cattedrale di San Pietro d'Alcantara
- Casa del Barone di Mauá
- Casa del Barone e Visconte di Arinos
- Villa Ipiranga (la "Casa dei Sette Errori")
- Casa della Principessa Isabella
- Casa del Visconte di Caeté
- Casa di Joaquim Nabuco
- Casa di Ruy Barbosa
- Casa di Santos Dumont
- Castello del Barone di Itaipava
- Colle Açu (Parco Nazionale Serra dos Órgãos)
- Distretto di Itaipava
- Duomo di San Pietro di Alcantara con il Mausoleo Imperiale
- Giri turistici di Taquaril, Brejal e Araras
- Monastero della Vergine
- Museo di Cera di Petrópolis[5]
- Museo Imperiale
- Palazzo di Cristallo
- Palácio do Grão-Pará
- Palazzo Quitandinha
- Palazzo Rio Negro
- Parco Municipale di Petrópolis
- Trono di Fatima
- Valparaiso (Centro gastronomico e d'intrattenimento di Petrópolis)
- Serra Serata (Festival annuale in onore agli immigrati italiani)
- Bauernfest (Festival annuale in onore agli immigrati tedeschi)